# Wapen van Vrijhoeve-Capelle

Wapen van Vrijhoeve-Capelle

Het wapen van Vrijhoeve-Capelle werd op 14 oktober 1818 verleend door de Hoge Raad van Adel aan de Noord-Brabantse gemeente Vrijhoeve-Capelle. Per 1923 ging Vrijhoeve-Capelle op in de gemeente Sprang-Capelle. Het gemeentewapen kwam daardoor te vervallen. Sinds 1994 maakt Vrijhoeve-Capelle onderdeel uit van de gemeente Waalwijk.

## Blazoenering
De blazoenering van het wapen luidde als volgt:
Van zilver, beladen met eene kapel met klokketorentje in natuurlijke kleur.
De heraldische kleuren zijn zilver (wit) en natuurlijke kleuren. Niet vermeld wordt dat de kapel op een losse grond van sinopel (groen) staat.

## Geschiedenis
De ambachtsheerlijkheid Vrijhoeven Cappel voerde geen eigen wapen. De burgemeester diende het volgende voorstel in: Eene Boere Hoeve met Eenen Boom, waarvoor vliegende Een Kappelletje(*) geplaatst in Een ronde Cirkel, met de woorden op het onderste Derde halfrond VRIJHOEVEN CAPPEL. De Hoge Raad van Adel verwierp het voorstel en stelde het wapen zelf vast. Bij een brand in 1862 in het gemeentearchief ging het wapendiploma verloren. Het gemeentebestuur deed in 1896 een verzoek tot bevestiging, welke door de minister van Justitie werd bevestigd dat het wapen van Vrijhoeve-Capelle gelijk is aan het toegekende wapen in 1818. Wel was er daarna nog enig commotie over de naam van de gemeente.
- Met "Kapelletje" wordt een vlinder bedoeld, zoals in het wapen van Capelle

Aalburg
· Aalst
· Aarle-Rixtel
· Alem 
· Alem, Maren en Kessel
· Almkerk
· Alphen en Riel
· Andel
· Baardwijk
· Bakel en Milheeze
· Beek en Donk
· Beers
· Berghem
· Berkel-Enschot
· Berlicum
· Besoyen
· Beugen en Rijkevoort
· Bladel en Netersel
· Bokhoven
· Borkel en Schaft
· Boxmeer
· Budel
· Capelle
· Chaam
· Cromvoirt
· Cuijk
· Cuijk en Sint Agatha
· De Werken en Sleeuwijk
· Den Dungen
· Deurne en Liessel
· Dieden, Demen en Langel
· Diessen
· Dinteloord (en Prinsenland)
· Dinther
· Dommelen
· Drongelen, Haagoort, Gansoijen en Doeveren
· Drunen
· Duizel en Steensel
· Dussen
· Eersel
· Eethen
· Emmikhoven en Waardhuizen
· Empel en Meerwijk
· Engelen
· Erp
· Esch
· Escharen
· Fijnaart en Heijningen
· Gassel
· Geffen
· Geldrop
· Gemert
· Genderen
· Gestel en Blaarthem
· Giessen
· Ginneken en Bavel
· Grave
· 's Gravenmoer
· Haaren 
· Halsteren
· Haps
· Haren en Macharen
· Hedikhuizen
· Heesch
· Heeswijk
· Heeswijk-Dinther
· Heeze
· Helvoirt
· Herpt
· Hoeven
· Hooge en Lage Mierde
· Hooge en Lage Zwaluwe
· Hoogeloon, Hapert en Casteren
· Huijbergen
· Kessel
· Klundert
· Landerd
· Leende
· Liempde
· Lierop
· Lieshout
· Linden
· Lith
· Luyksgestel
· Maarheeze
· Maasdonk
· Maashees en Overloon
· Made en Drimmelen
· Maren
· Meeuwen
· Megen, Haren en Macharen
· Mierlo
· Mill en Sint Hubert
· Moergestel
· Nederwetten en Eckart
· Nieuw-Ginneken
· Nieuw-Vossemeer
· Nieuwkuijk
· Nistelrode
· Nuenen en Gerwen
· Nuland
· Oeffelt
· Oerle
· Oijen en Teeffelen
· Oost-, West- en Middelbeers
· Oploo, Sint Anthonis en Ledeacker
· Ossendrecht
· Oud en Nieuw Gastel
· Oudenbosch
· Oudheusden
· Princenhage
· Prinsenbeek
· Putte
· Raamsdonk
· Ravenstein
· Reek
· Reusel
· Riethoven
· Rijsbergen
· Rijswijk
· Roosendaal en Nispen
· Rosmalen
· Sambeek
· Schaijk
· Schijndel
· Sint Anthonis
· Sint-Michielsgestel
· Sint-Oedenrode
· Soerendonk, Sterksel en Gastel
· Sprang
· Sprang-Capelle
· Standdaarbuiten
· Stiphout
· Stratum
· Strijp
· Terheijden
· Teteringen
· Tongelre
· Uden
· Udenhout
· Veen
· Veghel
· Veldhoven en Meerveldhoven
· Velp
· Vessem, Wintelre en Knegsel
· Vierlingsbeek
· Vlierden
· Vlijmen
· Vrijhoeve-Capelle
· Wanroij
· Waspik
· Werkendam
· Westerhoven
· Wijk en Aalburg
· Willemstad
· Woensel (en Eckart)
· Woudrichem
· Wouw
· Zeeland
· Zesgehuchten
· Zevenbergen